# Euphorbia analamerae
Euphorbia analamerae är en törelväxtart som beskrevs av Jacques Désiré Leandri. Euphorbia analamerae ingår i släktet törlar, och familjen törelväxter.
Artens utbredningsområde är Madagaskar. Inga underarter finns listade i Catalogue of Life.